# ケイティ・マーシャン
ケイティ・マーシャン（Katy Marchant、1993年1月30日 - ）は、イギリスの女子自転車競技（トラックレース）選手。2016年リオデジャネイロオリンピックの自転車競技女子スプリント銅メダリスト。2024年パリオリンピック女子チームスプリント金メダル

## 経歴
十代のころは陸上七種競技に打ち込み、イギリス代表として2012年世界ジュニア陸上競技選手権大会に出場するなどしたが、自転車の才能を見出され2013年自転車競技に転向した。転向後、すぐに才能を開花しイギリス代表チームに選ばれ、2016年リオデジャネイロオリンピックの自転車競技女子スプリントでは銅メダルを獲得した。リオデジャネイロオリンピック後、日本のガールズケイリンに短期登録選手として参加し、2度の優勝を飾った。

## 主な戦績
2016年
- 2016年リオデジャネイロオリンピック 女子スプリント 3位
- 2016年UCIトラックサイクリング・ワールドカップ香港大会 チームスプリント 2位

2017年
- 2017年UCIトラックサイクリング・ワールドカップミルトン大会 ケイリン 2位

2018年
- 2018年コモンウェルスゲームズ チームスプリント 3位

2019年
- 2019年UCIトラックサイクリング・ワールドカップグラスゴー大会 ケイリン 1位

2024年
- 2024年パリオリンピックの自転車競技チームスプリント 1位